# ميكو فيرتانن (لاعب كرة قدم)
ميكو فيرتانن هو لاعب كرة قدم فنلندي في مركز الوسط، ولد في 29 يناير 1999 في فنلندا. لعب مع نادي إيفرتون.